# ميسلون فلم
ميسلون فيلم شركة سورية وواحدة من أهم الشركات الرائدة والمتخصصة في مجال الإنتاج التلفزيوني في الجمهورية العربية السورية

## أعمال الشركة
- مسلسل باب الحارة: 3-9 مسلسل شامي
- مسلسل الزعيم : مسلسل شامي 2011
- مسلسل سوق الحرير[1]